# Gerhard Bronner

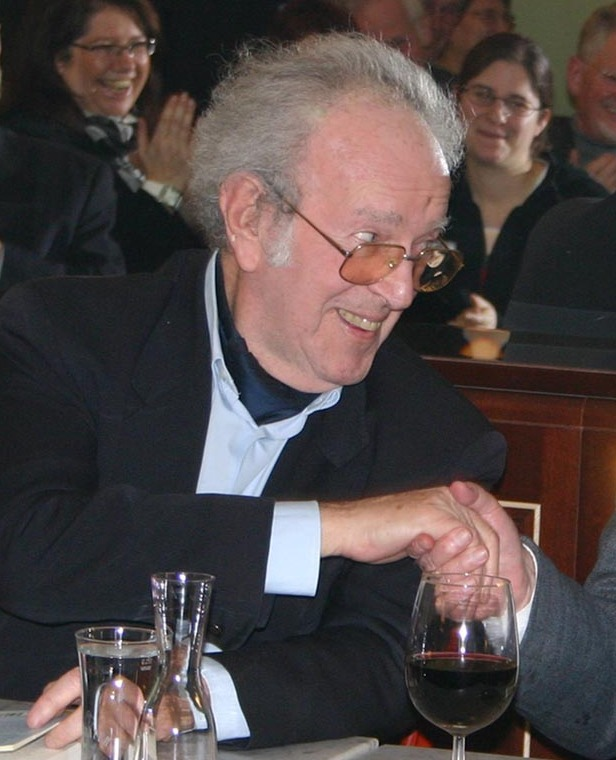
Bronner bei einer Lesung im Café Museum (2004)

Gerhard Bronner (* 23. Oktober 1922 in Wien-Favoriten; † 19. Jänner 2007 in Wien) war ein österreichischer Komponist, Autor, Musiker und Kabarettist.

## Leben

### Frühe Jahre – Emigration und Rückkehr
Gerhard Bronner wuchs in der Favoritener Senefeldergasse in bescheidenen Verhältnissen als dritter Sohn des jüdisch-proletarischen Ehepaars Jakob und Rosa Bronner auf. Seiner eigenen Aussage zufolge lernte er erst in der Mittelschule hochdeutsch zu sprechen, zuvor hatte er nur den Favoritner Dialekt beherrscht. Bronners Vater war Tapezierer, seine Mutter verdingte sich als Näherin.
Gerhard Bronner war der Nachzügler der Familie: Sein ältester Bruder Emil war 15 Jahre älter als er, Bruder Oskar, der zehn Jahre älter war als Bronner, zog ihn quasi groß. Emil und Oskar Bronner waren engagierte Sozialdemokraten und auch beim Schutzbund tätig, Emil wurde im Bürgerkrieg 1934 getötet.
Als Kind lernte Bronner durch seine Brüder den damaligen Jungsozialisten und späteren österreichischen Bundeskanzler Bruno Kreisky kennen. Ein Schulfreund von ihm war außerdem der spätere Schauspieler Otto Tausig.
Erste musikalische Gehversuche unternahm Gerhard Bronner bei den Roten Falken, zu denen ihn sein Bruder Oskar brachte. Dort spielte er bei den „Pfeiferlbuben“, der musikalischen Abteilung der sozialistischen Kinder- und Jugendorganisation, zunächst Trommel, später etwas Gitarre. Wieder war es Oskar, der sein Talent erkannte und beschloss, ihm eine musikalische Ausbildung zu ermöglichen. Durch Zufall kam Bronner als Fünfjähriger zu einem eigenen Klavier und erhielt auch kurze Zeit Unterricht. Zwei Jahre später erlebte er einen Auftritt des Kabarettisten Hermann Leopoldi und beschloss, Musikhumorist zu werden.
Bronner bekannte sich stets zur jüdischen Kultur, lebte aber nicht religiös. Bis 1935 besuchte Bronner das Gymnasium, das er mit fünf „Nicht genügend“ im Wintersemester verlassen musste. 1938 verlor er nach dem „Anschluss Österreichs“ seine Stelle als Lehrling eines Schaufensterdekorateurs. Außerdem wurden sein Vater und sein Bruder im KZ Dachau inhaftiert. Für diese Haft musste die Familie auch noch eine wöchentliche Gebühr von 20 Reichsmark aufbringen.
Angesichts seiner finanziell und existenziell aussichtslosen Lage verließ Gerhard Bronner im Mai 1938 als Fünfzehnjähriger Österreich allein und ging über die grüne Grenze in die Tschechoslowakei. Im selben Jahr starb sein Bruder Oskar im Konzentrationslager Dachau. Der Vater war im Sommer wieder aus dem KZ entlassen worden.
Gerhard Bronner lebte zunächst in Brünn, wo er sich als Fensterputzer, Kofferträger und Straßensänger verdingte. Als seine Aufenthaltsgenehmigung ablief, wurde er an die Grenze zurückgebracht. Ein gutmütiger Polizist ließ ihn aber laufen, als ihm klar wurde, welches Schicksal Bronner im Deutschen Reich erwarten würde. Bronner kehrte nach Brünn zurück und bekam von der Liga für Menschenrechte eine zweite Aufenthaltsgenehmigung auf den Namen Harry Braun ausgestellt. Sein Glück währte allerdings nicht lange, denn als das Münchner Abkommen geschlossen wurde, mussten alle Flüchtlinge Tschechien verlassen.
Bronner reiste ohne gültige Papiere weiter und musste unter anderem unbemerkt die Donau durchschwimmen, um nach Constanța zu gelangen, von wo aus er es auf ein Schiff nach Palästina schaffte. Einer seiner damaligen Freunde, der Gerhard Bronner auch einige Male weiterhalf, war Erich Lessing.
Bronner verdiente sich in Palästina seinen Lebensunterhalt als Straßensänger, Barpianist und Komponist, schließlich als Leiter des Musikprogramms des Ablegers der BBC in Palästina. Als die Engländer 1948 abzogen, bekam er die Einladung, in der Zentrale in London weiter für den Sender zu arbeiten. Auf dem Weg dorthin besuchte er auf Betreiben seiner damaligen Gattin kurz Wien; er wollte nicht in dieser Stadt, die er nicht mehr als seine Heimat betrachtete, bleiben.
Es fanden sich aber nach kurzer Zeit viele Aufgaben, vom Barpianisten bis zum Musikredakteur im Rundfunk, so dass die Weiterreise nach London aufgeschoben und schließlich abgesagt wurde. Er begann beim Sender „Rot-Weiß-Rot“. Ab dieser Zeit bestand auch eine Freundschaft mit Hans Weigel, der ihn ebenfalls zum Bleiben in Wien überredete.
Nach seiner Rückkehr nach Wien erfuhr Gerhard Bronner über die Israelitische Kultusgemeinde auch erstmals vom Schicksal seiner Eltern, zu denen der Briefkontakt während seines Aufenthaltes in Palästina abgerissen war: Sie waren im Mai 1942 von den Nationalsozialisten nach Minsk deportiert und im Vernichtungslager Maly Trostinez ermordet worden.

### Karriere als Kabarettist
Am 12. November 1952 hatte die Kabarettrevue Brettl vorm Kopf Premiere. Die fünfzehn Nummern des Programms stammten aus den Federn von Gerhard Bronner, Michael Kehlmann, Carl Merz und Helmut Qualtinger. Danach wurde zunächst eine Spielpause eingelegt, weil Bronner und Kehlmann nach Hamburg gingen, da dort das erste und einzige Fernsehstudio im deutschen Sprachraum war und beide in diesem damals völlig neuen Medium arbeiten wollten. Bronner war bis 1955 musikalischer Leiter der Unterhaltungsabteilung beim NDR, wo er dann auch die hochdeutsche Fassung vom „g’schupften Ferdl“ als „Der blasse Gustav“ herausbrachte, der dann von vielen, heute kaum noch bekannten Gruppen, wie etwa „Die drei Jools“ oder „Die drei Travellers“, nachgespielt wurde.
1955 kehrte Gerhard Bronner nach Wien zurück und pachtete die „Marietta-Bar“, die bald ein beliebter Künstlertreff wurde, und engagierte für diese unter anderen Peter Wehle und später Georg Kreisler. 1956 pachtete er gemeinsam mit Kreisler das „Intime Theater“ in der Liliengasse. Dort brachte das „namenlose Ensemble“ (Gerhard Bronner, Merz, Qualtinger, Kehlmann, Kreisler, Wehle, Louise Martini und andere) das Kabarettprogramm Blattl vorm Mund und weitere heraus. Als ihnen 1958 der Vertrag gekündigt wurde, spielten sie das nächste Programm Spiegel vorm Gsicht im Fernsehen (ORF). Übertragen wurde zu Anfang aus dem „Bürgertheater“, später aus dem „Stadttheater“ (Etablissement Ronacher).
1959 übernahm Gerhard Bronner das „Neue Theater am Kärntnertor“, wo das Programm Dachl überm Kopf Premiere hatte. Als sich 1961, besonders durch den Weggang von Qualtinger, der von nun an Theater spielen wollte, die Gruppe auflöste, bildete er mit dem Programm Wedel sei der Mensch ein neues Ensemble, unter anderen mit Felix Dvorak, der später ein prominenter Theater- und Fernsehkomiker wurde. Danach führte Gerhard Bronner das Theater bis 1966 fort.
Die Travnicek-Dialoge mit Helmut Qualtinger (Autoren: Merz und Qualtinger) sind nicht nur in die österreichische Kabarettgeschichte eingegangen. Viele Lieder, die Qualtinger zugeschrieben werden, stammen aus Gerhard Bronners Feder.
In den 1960er Jahren war Bronner, der dabei Regie führte, mit der österreichischen TV-Kabarettserie Das Zeitventil: Das aktuelle Fernsehbrettl überaus erfolgreich. Mit ihm traten unter anderen Peter Wehle, Kurt Sobotka, Max Böhm, Ernst Stankovski, Peter Orthofer, Gerhard Steffen, Eva Pilz, Peter Frick, Heinz Holecek, Edith Leyrer, Johann Sklenka und Dolores Schmidinger in den beliebten Sendungen auf. Man befasste sich, bei Bedarf sehr bissig, mit der aktuellen Politik Österreichs und anderen kabarettistisch brauchbaren Themen. ORF III strahlte 2012 einige dieser Sendungen neuerlich aus.
Bronner arbeitete aber nicht nur mit bekannten Kabarettisten, sondern entdeckte damals auch junge Talente, denen er Lieder schrieb. So wurde Marianne Mendt mit der Glock’n, die 24 Stundn leit bekannt.
Von 1979 bis 1988 leitete er das Kabarett Fledermaus, die frühere Marietta-Bar.

### Späte Jahre
Für den ORF und den früheren Süddeutschen Rundfunk (SDR) moderierte Bronner die Sendung „Schlager für Fortgeschrittene“ und wirkte im Radiokabarett „Der Guglhupf“ mit. Dort sowie auch auf der Bühne in der „Fledermaus“ trat Bronner mit Wehle auf. Mit dabei war auch Lore Krainer, die er aus Graz holte. Er wurde auch bekannt als Übersetzer von Ephraim Kishons Satiren (nachdem Friedrich Torberg 1979 verstorben war), schuf 1969 eine Wiener Fassung von My Fair Lady und bearbeitete das Musical Cabaret.
1988 übersiedelte Gerhard Bronner in die USA, wo er sich in Florida niederließ. „Kurz danach war in den Wiener Zeitungen zu lesen, dass ich ein Steuerflüchtling wäre“, schrieb Bronner dazu in seinen Memoiren und begründete seine Übersiedlung so:
„Im Mai 1986 starb mein langjähriger Partner und Freund Peter Wehle. Vorher waren schon Friedrich Torberg, Robert Gilbert und Carl Merz gestorben. Ich fühlte mich furchtbar allein. Im Juni 1986 wurde Kurt Waldheim österreichischer Bundespräsident. Von diesem Moment an wurde der offene Antisemitismus in Österreich wieder salonfähig. Ich hatte stets antisemitische Zuschriften bekommen – aber sie waren immer anonym. Nach der Wahl Waldheims waren sie es nicht mehr. (...) Da wusste ich, dass ich nicht mehr lang in diesem Land leben würde.“
(Zu den von Bronner genannten Verstorbenen gehört auch Helmut Qualtinger, der im September 1986 starb.)
„Ich übersiedelte also in mein Haus in Florida. Vorher aber meldete ich dies meinem zuständigen Referenten im Finanzministerium. (... ...) Ich hatte also bei einer eventuellen Rückkehr nach Wien mit einer Gefängnisstrafe zu rechnen. Also blieb ich in Florida (... ...).“
Eine von Robert Jungbluth initiierte Spendenaktion unter Freunden und Bewunderern ermöglichte die Begleichung von Bronners Geldstrafe (die Steuerschuld hatte sich der Fiskus bereits durch Pfändung von Honoraren Bronners geholt). Er kehrte 1993 nach Wien zurück, wo er wieder auftrat.
Am 31. Dezember 2006 bestritt er einen Auftritt im Wiener Theater Akzent, der aufgezeichnet wurde. Bronner sang seine großen Erfolge, etwa Der g’schupfte Ferdl oder Der Papa wird’s schon richten.

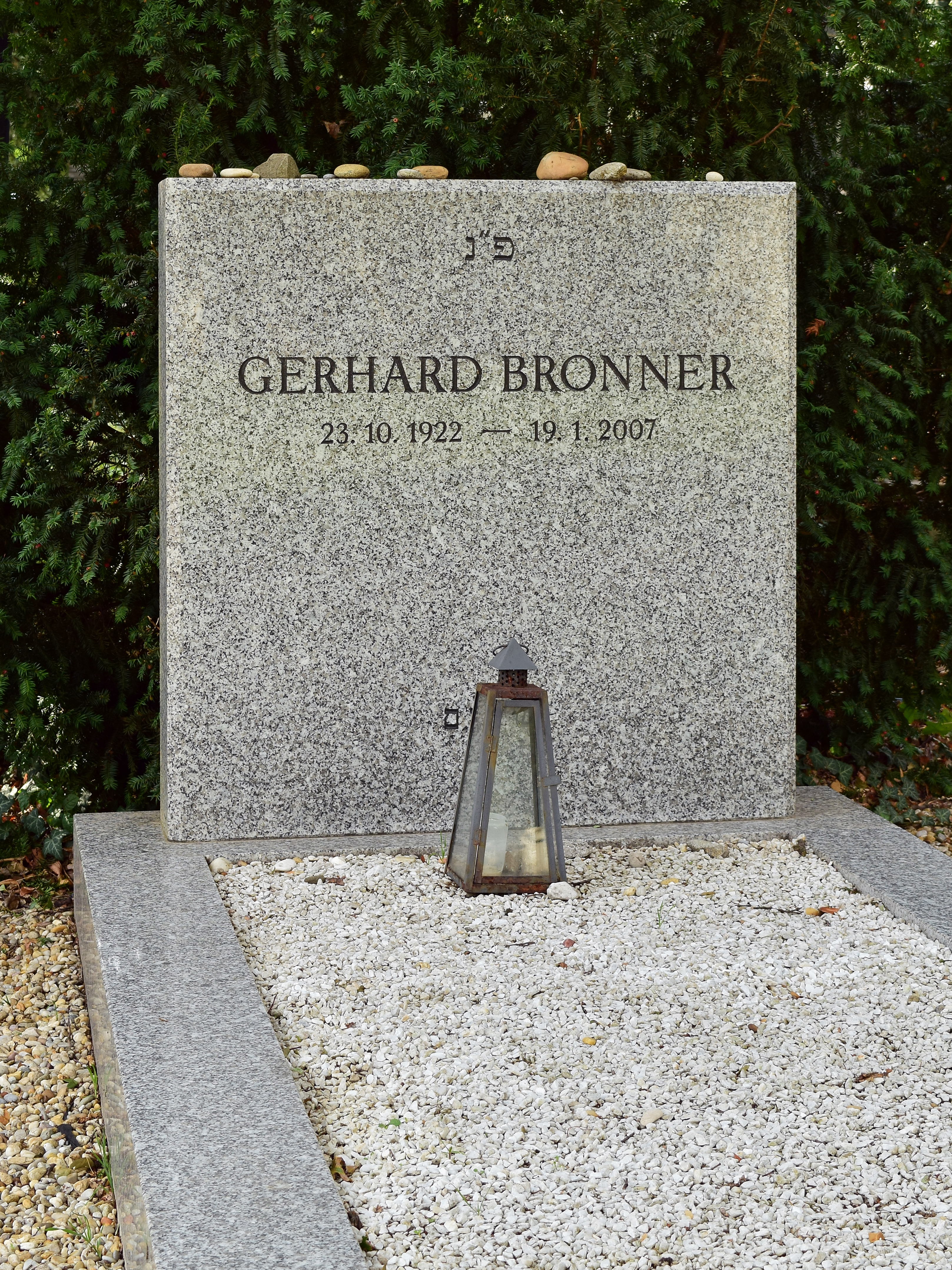
Bronners Grab am Zentralfriedhof

Gerhard Bronner starb 84-jährig am 19. Jänner 2007 in einem Wiener Krankenhaus an den Folgen eines Schlaganfalls. Das Begräbnis fand am 26. Jänner auf dem Wiener Zentralfriedhof statt. Nach der Trauerfeier in der Zeremonienhalle der neuen israelitischen Abteilung, bei der unter anderen Bundespräsident Heinz Fischer als Redner auftrat, wurde Bronner in der alten israelitischen Abteilung in einem ehrenhalber gewidmeten Grab neben den Literaten Arthur Schnitzler und Friedrich Torberg beigesetzt. Die Aufzeichnung von Bronners letztem Auftritt wurde vom ORF unter dem Titel Ein Abend mit Gerhard Bronner ausgestrahlt.

## Ehrungen
- Österreichisches Ehrenkreuz für Wissenschaft und Kunst, 1978[5][6]
- Johann-Nestroy-Ring der Stadt Wien, 1979
- Goldenes Ehrenzeichen der Stadt Wien, 2002
- Deutscher Kleinkunstpreis, 2005
- Benennung der Gerhard-Bronner-Straße beim neuen Wiener Hauptbahnhof im Wohnbezirk von Bronners Kindheit, 2009

## Nachlass
Wie am 9. November 2014 berichtet wurde, haben die Erben Bronners seinen umfangreichen schriftlichen und bildlichen Nachlass der Österreichischen Nationalbibliothek geschenkt. Es handelt sich um elf große Kartons, die unter anderem auch Gemeinschaftsarbeiten mit Elfriede Ott, Eva Pilz und Michael Kehlmann enthalten. (Die Originalhandschrift zum 1952 entstandenen Lied Der g’schupfte Ferdl kam bereits 1972 als persönliche Schenkung Bronners an die Bibliothek.)

## Familiäres
Bronner war drei Mal verheiratet. Sein Sohn aus erster Ehe, Oscar Bronner (* 1943), ist der Gründer und Herausgeber der Tageszeitung Der Standard. Oscar ist nach Bronners älterem Bruder benannt, der im Konzentrationslager umkam. In zweiter Ehe war er mit der Schauspielerin Bruni Löbel verheiratet. 
Der gemeinsame Sohn Felix ist freiberuflicher Pianist und Klavierlehrer. 
Aus der dritten Ehe stammen die Kinder David (1965–2023, Popmusik-Produzent) und Vivien (Fernsehproduzentin und Drehbuchreferentin). Bronners dritte Ehefrau Margaret starb 41-jährig an Krebs; am Tag nach ihrem Tod wurde die Satiresendung „Der Gugelhupf“ (1978) erstmals ausgestrahlt.

## Trivia
In seiner Autobiografie „Spiegel vorm Gesicht“ gibt Bronner an, dass ihn sein Vater nach dem Dramatiker Gerhart Hauptmann benannt haben soll. Jakob Bronner sah eine Aufführung des Stückes „Die Weber“ und beschloss, seinen Nächstgeborenen nach dem Autor zu benennen. Beim Ausstellen der Geburtsurkunde passierte ein Fehler, und deshalb wurde aus Bronner ein Gerhard mit „d“ anstatt mit „t“. Sein für Juden untypischer Vorname wurde schon anfangs stets mit „Gertl“ abgekürzt; während seiner Zeit in Israel nannte sich Bronner „Jehuda“, abgekürzt „Juda“.

## Werke

### Bekannte Lieder
- Der g’schupfte Ferdl, 1952 (auch: hochdeutsch Der blasse Gustav, 1953, und englisch Dirty Ferdy – Georg Kreisler, 1958)
- Der Halbwilde (auch: Der Wilde mit seiner Maschin’ ), 1956
- Der Bundesbahnblues, 1956
- Der Karajanuskopf, 1956
- Weil mir so fad is’ , 1957
- Der Jedermann-Kollapso, 1957
- Die alte Engelmacherin, 1957
- Der Papa wird’s schon richten, 1958
- Der Cocktail-Bolero, 1959
- Die Pizzi K. und die Kato Polka (auch: Die Demelinerinnen), 1959
- Das Holzhackerlied, 1959
- Selbst ist das Mannequin, 1960
- Die Unterentwickelten, 1960
- Krügel vor’m G’sicht, 1960
- Meinem Kind, 1960

### Kabarettprogramme
- Brettl vor’m Kopf, mit Michael Kehlmann, Carl Merz, Helmut Qualtinger, Susi Nicoletti u. a., 1952, im „Kleinen Theater im Konzerthaus“
- Blattl vor’m Mund, mit Carl Merz, Helmut Qualtinger, Kurt Jaggberg, Georg Kreisler, Peter Wehle, Louise Martini, Laszlo Gati und Norbert Kamill, 1956, im „Intimen Theater“
- Brettl vor’m Klavier, mit Peter Wehle, Georg Kreisler und Herbert Prikopa, 1957, im „Intimen Theater“
- Glasl vor’m Aug, mit Helmut Qualtinger, Peter Wehle, Carl Merz, Louise Martini, Georg Kreisler, Johann Sklenka, Karl Hackenberg und Rosemarie Thon, 1957, im „Intimen Theater“
- Spiegel vor’m G’sicht, mit Peter Wehle, Helmut Qualtinger, Carl Merz, Louise Martini, Georg Kreisler und Karl Hackenberg, 1958/59 (Fernsehproduktion mit immer neuen, aktuellen Beiträgen, 10 Sendungen)
- Dachl über’m Kopf, mit Peter Wehle, Helmut Qualtinger, Carl Merz, Georg Kreisler, Louise Martini, Johann Sklenka, Nikolaus Haenel u. a., 1959, im „Neuen Theater am Kärntnertor“
- Hackl vor’m Kreuz, mit Peter Wehle, Helmut Qualtinger, Carl Merz, Louise Martini, Johann Sklenka, Kurt Sobotka, Eva Pilz, 1959, im „Neuen Theater am Kärntnertor“
- Wedel sei der Mensch, mit Eva Pilz, Peter Orthofer, Kuno Knöbl, Felix Dvorak, 1961, im „Neuen Theater am Kärntnertor“

## Schriften
- Glasl vorm Aug. (mit Carl Merz und Helmut Qualtinger; Vorwort: Axel von Ambesser); Langen/Müller, München 1960.
- Trautes Heim. Heitere Szenen einer Ehe. (mit Lore Krainer); Amalthea, Wien 1983, ISBN 3-85002-186-6.
- Kein Blattl vor’m Mund. Ein ungeschriebenes Buch. (Prolog: Lore Krainer, Epiloge: Fritz Muliar, Peter Orthofer, Erwin Steinhauer u. a.); Astor Verlag, Wien 1992, ISBN 3-900277-16-8.
- Die goldene Zeit des Wiener Cabarets. (incl. 1 CD); Hannibal Verlag, St. Andrä-Wördern 1995, ISBN 3-85445-115-6.

Neuauflage als: Meine Jahre mit Qualtinger. Amalthea Verlag, Wien 2003, ISBN 3-85002-499-7.
- Tränen gelacht. Der jüdische Humor. Amalthea, Wien 1999, ISBN 3-85002-439-3.
- Spiegel vorm Gesicht. Erinnerungen. Deutsche Verlags-Anstalt, München 2004, ISBN 3-421-05812-1.

## Dokumentarfilm
- Kein Blattl vor´m Mund. Dokumentarfilm (45 Min.), A 2018, Buch und Regie: Christian Hager.